# Pierre Coullet
Pierre Coullet (né en 1949 à Nice) est un physicien français, professeur émérite à l'université Nice-Sophia-Antipolis. Il est spécialisé en dynamique non linéaire, auto-organisation, turbulence et théorie du chaos. Il s'intéresse aujourd'hui à la relation entre Art et Sciences, l'Histoire des mathématiques et de la physique et leur transmission dans l'enseignement secondaire, notamment au travers de la géométrie.

## Biographie
Pierre Coullet entre au CNRS en 1975, devient directeur de recherche en 1984. Depuis 1987, il est professeur à l'université de Nice (Sophia Antipolis). Avec Gérard Iooss, mathématicien, il crée l'Institut non linéaire de Nice (UMR 7335) en 1991, dont il sera le directeur de 1997 à 2002. Membre senior de l'Institut universitaire de France de 1995 à 2005 puis premier vice-président de l'université Nice-Sophia Antipolis de 2007 à 2012.
Pierre Coullet découvre en collaboration avec Charles Tresser, indépendamment de Mitchell Feigenbaum, l'universalité de la transition vers le chaos, introduisant la technique du groupe de renormalisation dans le domaine des systèmes dynamiques. Pierre Coullet a publié plus de 150 articles dans le domaine de la dynamique non linéaire, de  l'hydrodynamique, de l'optique non linéaire, des réactions chimiques, de cristaux liquides, des systèmes biologiques et des condensats de Bose-Einstein.
Pierre Coullet a effectué de nombreux longs séjours à l'étranger, notamment aux États-Unis, en Espagne, en Italie, au Japon, en Belgique, en Allemagne et au Chili. C'est avec le Chili qu'il a développé l'activité scientifique la plus importante. Issue de la rencontre en 1973 avec Enrique Tirapegui (es) qui fut son directeur de thèse à l'Université de Nice, cette relation n'a cessé de s'intensifier au fil des années, au travers de l'échange d'étudiants et de publications en commun.
Sa rencontre avec Gottfried Honegger en 2000 et Edmond Vernassa en 2004 ont été déterminantes pour la suite de son activité. En 2004 Pierre Coullet crée l'Institut Robert Hooke (IRH), institut de culture scientifique qui deviendra le centre de Culture Scientifique de l'Université de la Côte d'Azur. L’institut a été à l’origine de plusieurs expositions sur le thème de la géométrie : La « Cité de la Géométrie » à la faculté des Sciences de l'université de Nice-Sophia Antipolis,  « Le Monde est Rond » à l’Espace de l’Art Concret à Mouans Sartoux, « Une cité de la géométrie » dans le lycée technique et professionnel des Eucalyptus à Nice et un espace permanent d’exposition des œuvres de l’artiste niçois Edmond Vernassa à l’Université. C'est au travers de la collaboration avec Roshdi Rashed que l'intérêt de Pierre Coullet s'est largement déplacé vers une histoire des Sciences appliquée à l'enseignement. Dans ce contexte Pierre Coullet et Jean-Luc Filippi ont participé à la création du Musée des Sciences Arabes du Sultanat d’Oman par la conception et la réalisation d'artefacts liées aux mathématiques et à l'optique. P. Coullet a été porteur du projet « Euclide » dans le cadre de l’opération MEDITES de l’université de la Côte d’Azur, financé par les Projets d’Investissement d’Avenir de 2014 à 2018, projet qui a permis l’expérimentation, dans plusieurs collèges et lycées du département, d’un enseignement créatif de la physique basé sur la géométrie. Avec Jaime San Martin, mathématicien chilien (Centre de modélisation mathématique de l'université du Chili, à Santiago), Il a organisé une exposition sur le thème de l'Aberration au Musée d'Art Contemporain (MAC) de Santiago en 2022. Cette exposition aujourd'hui circule dans les collèges et les lycées de la région d'O'Higgins. De juin 2024 à janvier 2025, Pierre Coullet organise l'exposition "Point, Ligne et Surface de Lumière" à l'Espace de l'Art Concret à Mouans-Sartoux.
Pierre Coullet partage aujourd'hui son temps entre la France au laboratoire "INPHYNI" de l'université Côte d'Azur et le Chili au Centre de modélisation mathématiques de l'université du Chili où il continue notamment à développer son activité à l'interface de l'Art, la Science et l’Éducation.

## Prix et honneurs
- Prix Paul-Langevin en 1990
- Prix C. S. de Freyssinet de l'Académie des sciences en 1991
- Médaille d'argent du CNRS en 1993
- Membre étranger de l'Académie chilienne des sciences depuis 1999
- Prix Humboldt en 2000
- Prix Holweck en 2001
- Chevalier de l'ordre national de la Légion d'honneur en 2015

## Liens
- Notices d'autorité :   - VIAF
  - ISNI
  - IdRef
  - LCCN
  - CiNii
  - Israël
  - NUKAT
  - Norvège
  - WorldCat
- Curriculum Vitae (PDF)